# Třída Rubis
Třída Rubis je třída útočných ponorek francouzského námořnictva s jaderným pohonem. Celkem bylo postaveno šest jednotek této třídy. Ve službě jsou od roku 1983. Jsou to nejmenší postavené ponorky s jaderným pohonem. Poslední pár některé prameny řadí do samostatné třídy Améthyste. Roku 2019 byla jako první vyřazena ponorka Saphir. Ponorky postupně nahradí nová třída Suffren, její stavbu však provází několikaleté zdržení.

## Stavba
Třída se skládá ze šesti jednotek, Rubis, Saphir, Casabianca, Émeraude, Améthyste a Perle, postavených loděnicí DCNS v Cherbourgu v letech 1983–1993.
Jednotky třídy Rubis:
| Jméno             | Založení kýlu     | Spuštěna          | Vstup do služby  | Status |
| ----------------- | ----------------- | ----------------- | ---------------- | --- |
| Rubis (S601)      | 11. prosince 1976 | 7. července 1979  | 23. února 1983   | Vyřazena 8. prosince 2022.                                                                                                 |
| Saphir (S602)     | 1. září 1979      | 1. září 1981      | 6. července 1984 | Vyřazena v červenci 2019. Přední část později použita pro opravu poškozené sesterské ponorky Perle.                        |
| Casabianca (S603) | 19. září 1981     | 22. prosince 1984 | 25. dubna 1987   | Vyřazena 27. září 2023. |
| Émeraude (S604)   | 4. března 1983    | 12. dubna 1986    | 15. září 1988    | Vyřazena 12. prosince 2024.                                                                                                |
| Améthyste (S605)  | 31. října 1984    | 14. května 1988   | 3. března 1992   | Aktivní. |
| Perle (S606)      | 27. března 1987   | 22. září 1990     | 7. července 1993 | Roku 2020 vážně poškozena požárem, zničená příď nahrazena přídí vyřazené ponorky Saphir. Návrat do služby 30. června 2023. |

## Konstrukce

Původní silueta

Silueta Améthyste

Po dokončení se jednalo o nejmenší ponorku s jaderným pohonem na světě. Konstrukce přitom převzala řadu celků z dieselelektrických ponorek třídy Agosta - například konfiguraci trupu, detekční, elektronické prostředky a systém řízení palby. Výzbroj ponorek tvoří čtyři 533mm torpédomety. Pro ně je na palubě neseno 14 torpéd či 32 min. Od roku 1985 byly do jejich výzbroje zavedeny též protilodní střely MM38 Exocet. Pohonný systém tvoří jeden jaderný reaktor. Lodní šroub je jeden. Nejvyšší rychlost ponořeného člunu je 25 uzlů. Maximální hloubka ponoru je 300 metrů.

### PodtřídaAméthyste
Dvojice Améthyste a Perle byla postavena v modernizované verzi, na kterou byly dodatečně přestavovány i starší jednotky. Důraz u nich byl kladen zejména na tichost chodu, která byla u prvních jednotek třídy nedostatečná. Nejzřetelnější je prodloužení trupu o 1,5 metru a odlišné tvarování přídě.

## Služba

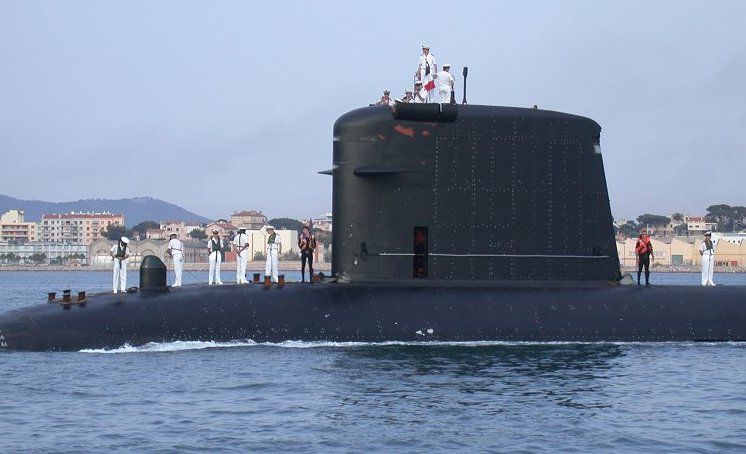
Saphir (S602)

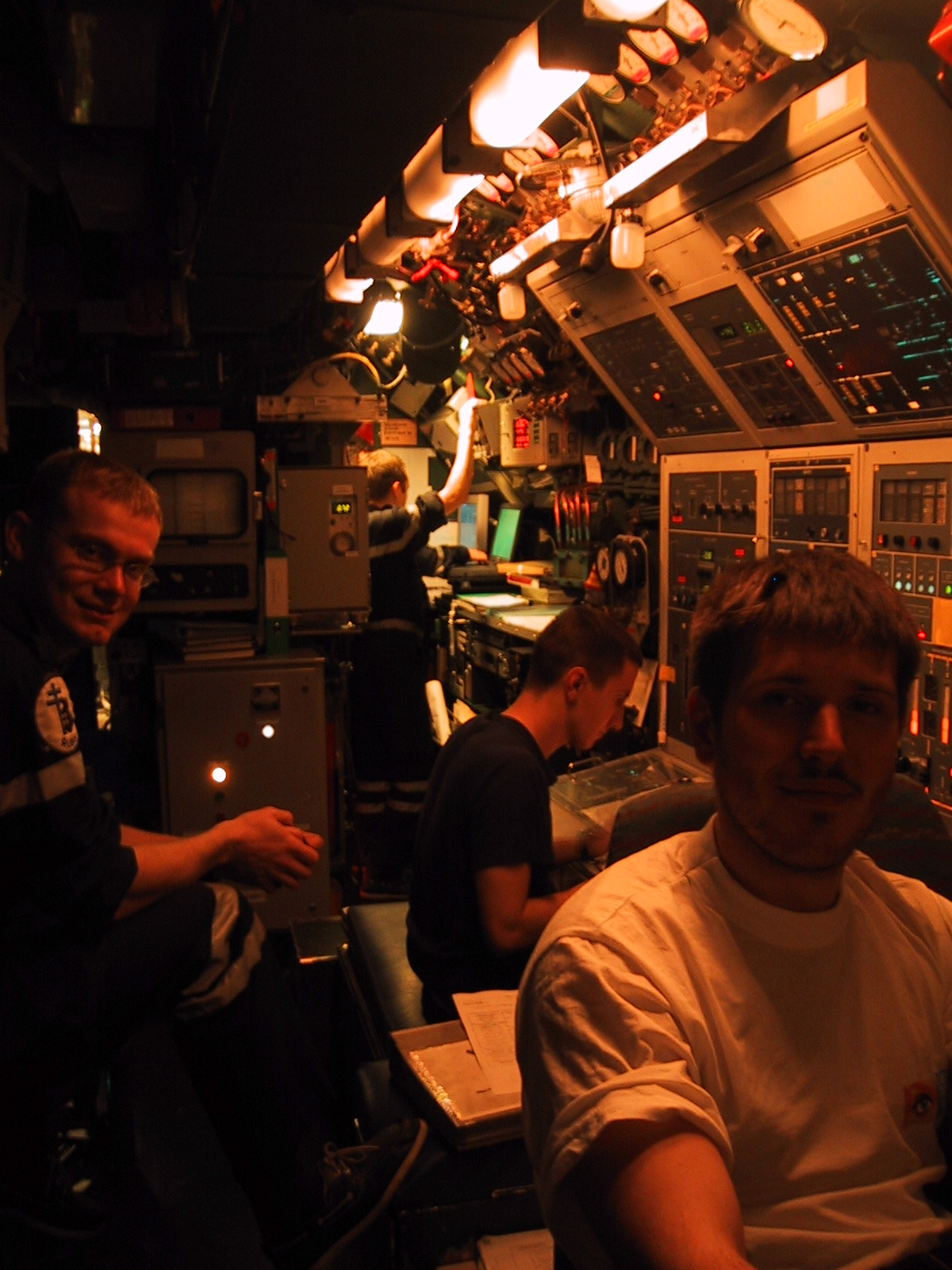
Interiér ponorky Rubis

Na ponorce Perle vypukl dne 12. června 2020 v 10:35 požár. Ponorka procházela generálkou v doku na základně v Toulonu. Na palubě nebylo jaderné palivo, baterie, ani zbraňové systémy. Požár se podařilo uhasit až po 14 hodinách nasazení 100 hasičů a 150 osob podpůrného personálu. Přesně byl uhašen druhý den ve 12:50. Nikdo nebyl raněn. Dle vyšetřování mohl být požár způsobem bleskem. Poškození plavidlo bylo zásadní, neboť požár snížil pevnost oceli, ze které byla vyrobena přední část ponorky. Na veletrhu Euronaval francouzská ministryně obrany potvrdila, že oprava Perle bude provedena s využitím příďové sekce jejího již vyřazeného sestrského plavidla Saphir. Předpokládá se, že práce budou trvat déle než šest měsíců.
V prosince 2020 byla Perle přesunuta do Cherbourgu. Od ledna do března 2021 byly obě ponorky rozpůleny. Následně byla ponorky Saphir přivařena k nepoškozené zádní části ponorky Perle. V důsledku toho má Perle nyní trup delší o 1,4 metru a výtlak větší o 68 tun. V říjnu 2021 byla zkompletovaná ponorka přesunuta zpět do Toulonu, aby mohly být obnoveny práce na její modernizaci. V květnu 2023 opravená ponorka zahájila zkoušky. Do služby se vrátila 30. června 2023.